# Mormonentum

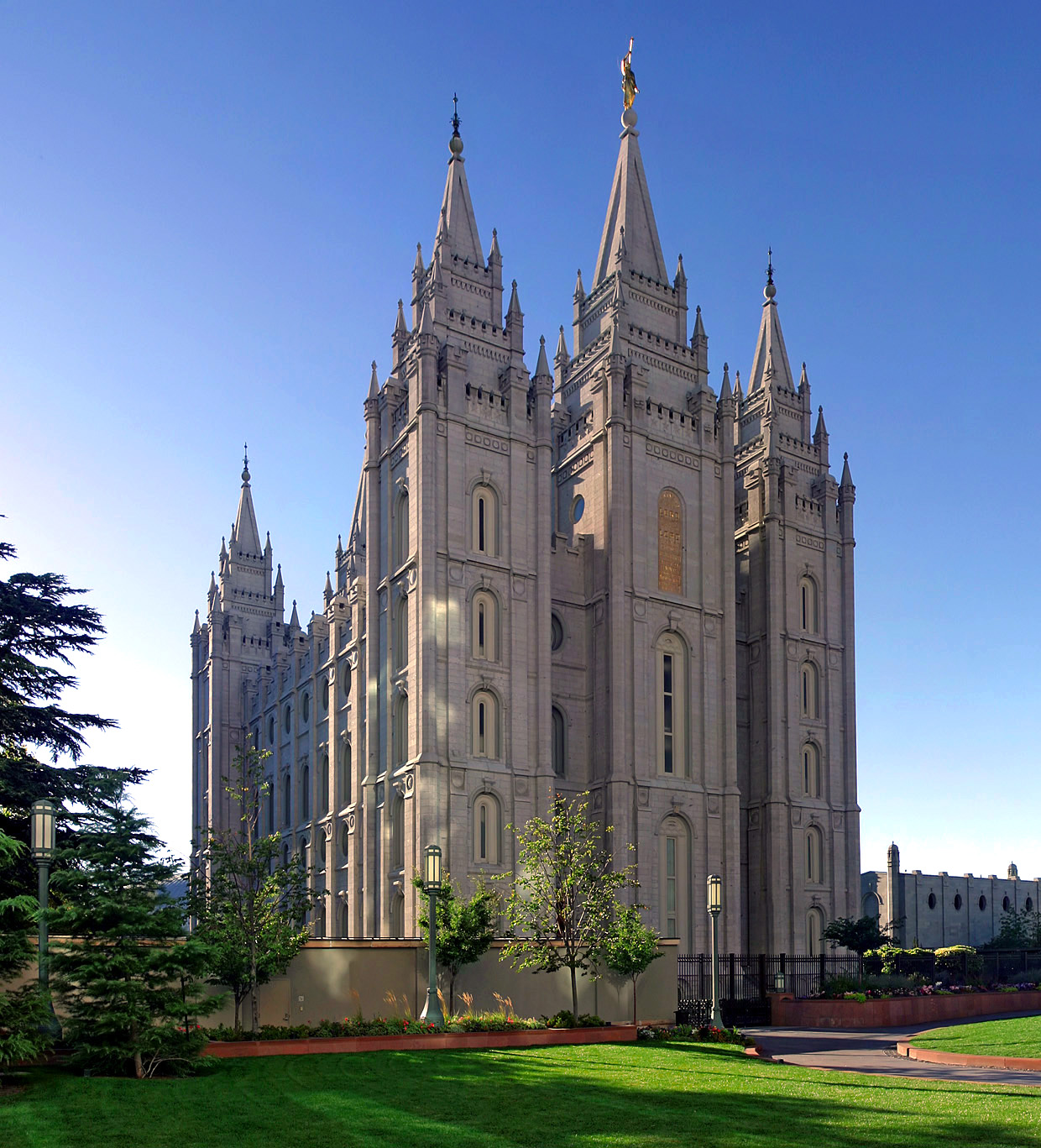
Der Salt-Lake-Tempel der Kirche Jesu Christi der Heiligen der Letzten Tage ist das bekannteste architektonische Symbol des Mormonentums

Dem Mormonentum (auch Mormonismus) werden alle christlichen Glaubensgemeinschaften zugerechnet, die sich neben der Bibel auf das Buch Mormon berufen. Nach mormonischer Überlieferung hat Joseph Smith, jr. das Buch Mormon 1827 von goldenen Platten, die er im Hügel Cumorah fand, übersetzt. Die große Mehrheit der mormonischen Konfessionen kennt noch weitere Offenbarungen, die in der Schrift „Lehre und Bündnisse“ zusammengefasst wurden.
1830 gründete Smith die erste mormonische Religionsgemeinschaft Church of Christ. Aus ihr ging die Gemeinschaft Christi hervor, die heute mit rund 250.000 Mitgliedern die zweitgrößte mormonische Kirche stellt. Sie wurde 1880 als Rechtsnachfolgerin der ursprünglichen Church of Christ anerkannt und war bis zu seiner Veräußerung im Jahr 2024 im Besitz der meisten Dokumente aus dem Nachlass von Joseph Smith, jr. sowie des ältesten mormonischen Tempels.
Die größte mormonische Kirche mit über 17 Millionen Mitgliedern (Stand: 31. Dezember 2023) ist die seit 1838 bestehende Kirche Jesu Christi der Heiligen der Letzten Tage (oft kurz HLT; englisch: The Church of Jesus Christ of Latter-day Saints; kurz LDS). Sie ist zumeist gemeint, wenn von Mormonen die Rede ist, obwohl sie seit 2018 nicht mehr so genannt werden möchte.

## Glaubensinhalte und Bezug zum Christentum

Deutsche HLT-Ausgabe des Buches Mormon

Das Buch Mormon beschreibt in Anlehnung an biblische Ereignisse ergänzende Besiedlungen Amerikas und geschichtliche Ausschnitte einiger vergangener amerikanischer Kulturen: Eine erste Besiedlungswelle habe bereits nach der babylonischen Sprachverwirrung stattgefunden; die damals nach Amerika ausgewanderten Jarediten seien jedoch ausgestorben, bevor es zu einer weiteren Einwanderungswelle kam. Diese zweite Gruppe sei nach der Zerstörung Jerusalems durch den babylonischen König Nebukadnezar II. und dem Beginn des Babylonischen Exils im Jahr 598 v. Chr. ausgewandert. Diese Personen hätten zu den Stämmen Israels gehört und hätten sich nach einiger Zeit in die Nephiten, die die Gebote Gottes hielten, und die vom Glauben abtrünnigen Lamaniten aufgeteilt.
Die gottesfürchtigen Nephiten seien von Jesus Christus unmittelbar nach dessen Auferstehung besucht worden, wobei er ihnen einen Kern des Evangeliums vermittelt habe, bevor er in den Himmel aufgefahren sei. Nach etlichen Kriegen zwischen den Gruppen seien Anfang des 5. Jahrhunderts n. Chr. die Nephiten völlig vernichtet worden. Die Lamaniten, welche bereits nach der Abspaltung von den Nephiten eine dunklere Hautfarbe angenommen hätten, seien verblieben und zählten zu den Vorfahren der amerikanischen Indianer. Der Prophet Mormon habe die Geschichte auf Goldplatten in „reformiertem Ägyptisch“ aufgezeichnet. Der letzte überlebende Nephit sei der Prophet Moroni gewesen, der die Platten in einem Hügel verborgen habe.
1823 soll Moroni Joseph Smith, jr. als Engel in Manchester (New York) erschienen sein, wo er Smith Hinweise übergeben habe, wo diese Platten zu finden seien. Smith soll die Platten 1827 in einem nahegelegenen Hügel, der später Cumorah genannt wurde, entdeckt und zeitweise mit Hilfe der Sehersteine Urim und Thummim und einem anderen Übersetzungsinstrument ins Englische übersetzt haben, bevor er sie an Moroni habe zurückgeben müssen. Dieser Text bildet das Buch Mormon.
Im Laufe seines Lebens fasste Smith zudem 133 Offenbarungen in seinem mehrfach ergänzten und überarbeiteten Werk Lehre und Bündnisse zusammen. Darunter befinden sich Anordnungen über die Kirchenorganisation, vertiefende Heilslehren, zeitliche Anweisungen und weitere Lebensweisen wie Hinweise zur Mehrfachehe und Regelungen zur Taufe Verstorbener in Form lebender Stellvertreter, um auch bereits Verstorbenen die Aufnahme in die Kirche und das Ewige Leben zu ermöglichen. Neben Ergänzungen zur Bibel, welche später in dem Schriftband Köstliche Perle herausgebracht wurden, erwarb Smith von einem Händler eine Sammlung altägyptischer Papyri und veröffentlichte das Buch Abraham, in dem weitere Lehren enthalten sind, die eine inspirierte Übersetzung der Papyri sein sollen (ebenfalls enthalten in dem Schriftband Köstliche Perle). Neben diese Kirchenschriften treten Aufzeichnungen von Lehrgesprächen und Vorträgen Smiths als eine weitere Grundlage der heutigen mormonischen Religionsgemeinschaften.
Das Gottesbild fast aller mormonischen Glaubensrichtungen ist antitrinitarisch. Gott, Jesus Christus und der Heilige Geist stehen als verschiedene Personen nebeneinander. Abweichend hiervon lehrt die zweitgrößte mormonische Kirche, die Gemeinschaft Christi, ein trinitarisches Gottesbild. Sie hat auch das Bekenntnis von Nicäa anerkannt und verwendet das Kreuz als Symbol in ihrer Kirche, während die Kirche Jesu Christi der Heiligen der Letzten Tage das Kreuz als zentrales Erkennungszeichen ablehnt.
Die Mitglieder der Kirche Jesu Christi der Heiligen der Letzten Tage bezeichnen sich selbst entschieden als Christen und sehen sich durch die Offenbarungen Joseph Smiths gegenüber der „Großen und greuelreichen Kirche“ im Besitz der ursprünglichen christlichen Glaubensinhalte. Sie sind daher den Wiederherstellungsbewegungen zuzurechnen, die nach eigener Überzeugung zum Urchristentum zurückgekehrt sind.
Demgegenüber stehen die großen christlichen Kirchen auf dem Standpunkt, dass nach der Kanonisierung des Neuen Testaments die christlichen Glaubensgrundsätze abgeschlossen seien und Neuoffenbarungen nicht möglich seien. Die großen christlichen Kirchen halten die Kirche Jesu Christi der Heiligen der Letzten Tage nicht für eine christliche Religion, sondern für eine „eigenständige, synkretistische Neu-Religion“ und erkennen ihre Mitglieder nicht als getaufte Christen an. Im Gegensatz dazu wird die Taufe der Gemeinschaft Christi anerkannt. Diese Position vertreten die römisch-katholische Kirche, die Vereinigte Evangelisch-Lutherische Kirche Deutschlands, die Evangelisch-methodistische Kirche und die Presbyterian Church.
Gemäß einer Umfrage aus dem Jahr 2007 wissen 51 % der US-Amerikaner nach eigenen Angaben kaum etwas über das Mormonentum. Eine knappe Mehrheit von 52 % der befragten US-Amerikaner hielten das Mormonentum für eine christliche Religion, während ein knappes Drittel (31 %) das Mormonentum nicht für eine christliche Religion hielt.

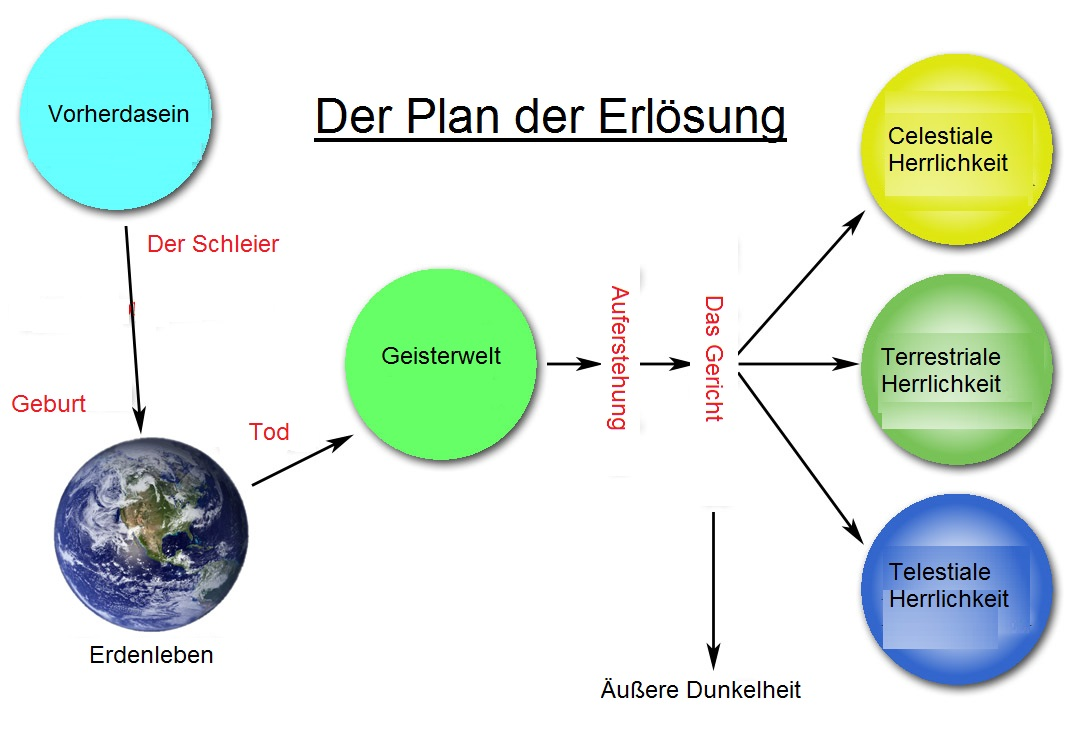
Der Plan der Erlösung

Der Schriftenkanon der mormonischen Konfessionen unterscheidet sich. Die HLT-Kirche kennt vier Bücher (auch Standardwerke genannt). Diese sind im Einzelnen (a) die Bibel (bestehend aus dem Alten- und dem Neuen Testament), (b) das Buch Mormon, (c) eine Sammlung von Offenbarungen und Schriften von Joseph Smith, die als Heilige Schrift Lehre und Bündnisse bekannt ist, sowie (d) die Köstliche Perle. Mormonen haben jedoch eine relativ offene Definition der Heiligen Schrift. In der Regel wird alles, was von einem Propheten unter Inspiration gesprochen oder geschrieben wird, als das Wort Gottes angesehen. So ist die Bibel, geschrieben von Propheten und Aposteln, das Wort Gottes, soweit es richtig übersetzt ist. Es wird angenommen, dass auch das Buch Mormon von alten Propheten geschrieben wurde und als ein Begleiter der Bibel angesehen wird. Nach dieser Definition werden auch die Lehren von Smiths Nachfolgern als Schrift akzeptiert, auch wenn sie immer am Schriftkanon gemessen werden und sich stark an ihm orientieren.

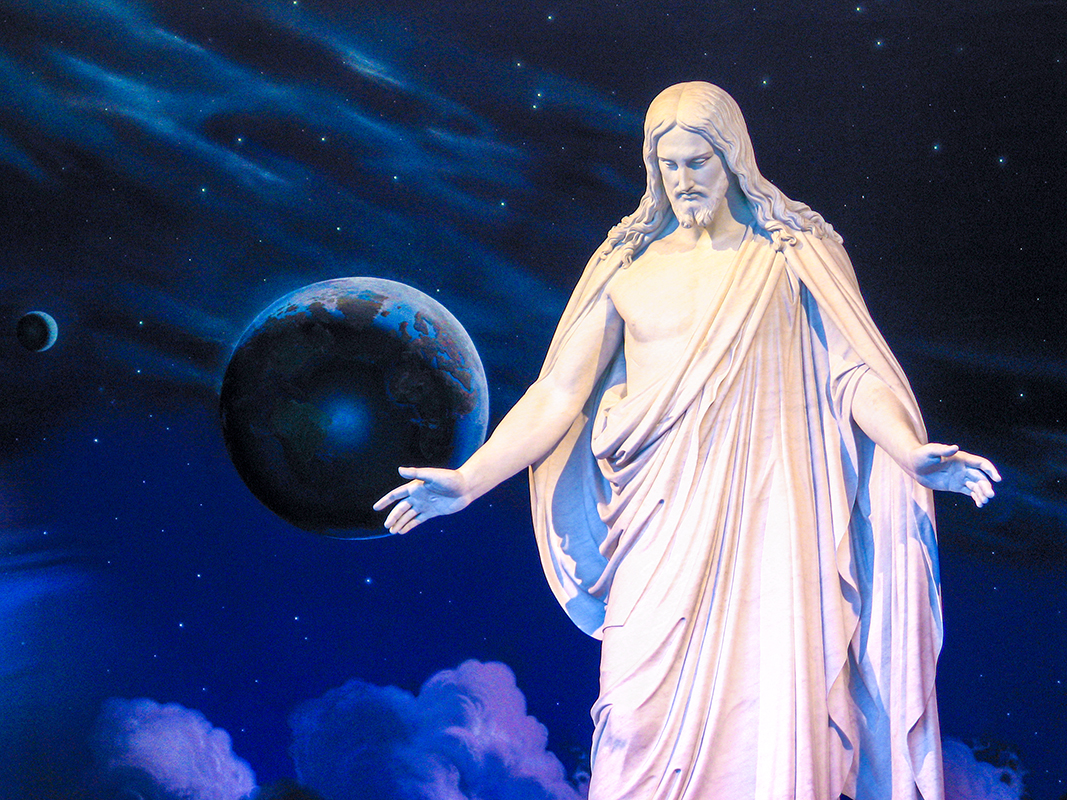
Mormonen sehen Jesus Christus als die wichtigste Figur ihrer Religion an.

 Die früh von der HLT-Kirche getrennten Konfessionen akzeptieren die Offenbarungen seit ihrer Gründung nicht und verwenden daher die Lehre und Bündnisse in einer früheren Version und lehnen zum Teil auch die Köstliche Perle ganz oder in Teilen ab.
Die Gläubigen nehmen eine Möglichkeit an, im Rahmen des Plan der Erlösung selbst über die Erlösung hinaus zu göttlicher Würde aufzusteigen, so wie „Gott einst ein Mensch“ gewesen sei. Kritiker aus den großen christlichen Kirchen werfen ihnen daher Polytheismus vor: „Die Mormonen verehren nur einen Gott, glauben aber, dass es neben diesem noch andere gibt, die wie er göttliche Erhöhung erlangt haben. Auch Gott selbst war einmal ein Mensch, der durch Lernen, Prüfung und Wachstum zu einem Gott herangereift ist.“ Mormonen glauben an ein „freundliches Universum“, das von einem Gott regiert wird, dessen Ziel es ist, seine Kinder zur Unsterblichkeit und zum ewigen Leben zu bringen. Mormonen haben eine einzigartige Perspektive auf die Natur Gottes, den Ursprung des Menschen und den Sinn des Lebens. Zum Beispiel glauben Mormonen an eine vorsterbliche Existenz, in der Menschen buchstäblich Geistkinder Gottes waren und dass Gott einen Plan der Erlösung vorlegte, der es seinen Kindern ermöglichen würde, Fortschritte zu machen und ihm ähnlicher zu werden. Der Plan sah vor, dass die Geister Körper auf der Erde empfangen und Prüfungen durchlaufen, um zu lernen, Fortschritte zu machen und eine „Fülle der Freude“ zu empfangen. Der wichtigste Teil des Plans bestand darin, dass Jesus, das älteste der Kinder Gottes, als der buchstäbliche Sohn Gottes auf die Erde kam, um Sünde und Tod zu besiegen, damit die anderen Kinder Gottes zurückkehren konnten. Nach den Mormonen wird jeder Mensch, der auf der Erde lebt, auferstehen und fast alle werden in verschiedene „Grade der Herrlichkeit“ aufgenommen werden. Um in das höchste Königreich aufgenommen zu werden, muss eine Person Christus durch Glauben, Buße und durch Verordnungen wie Taufe und Handauflegung vollständig annehmen.

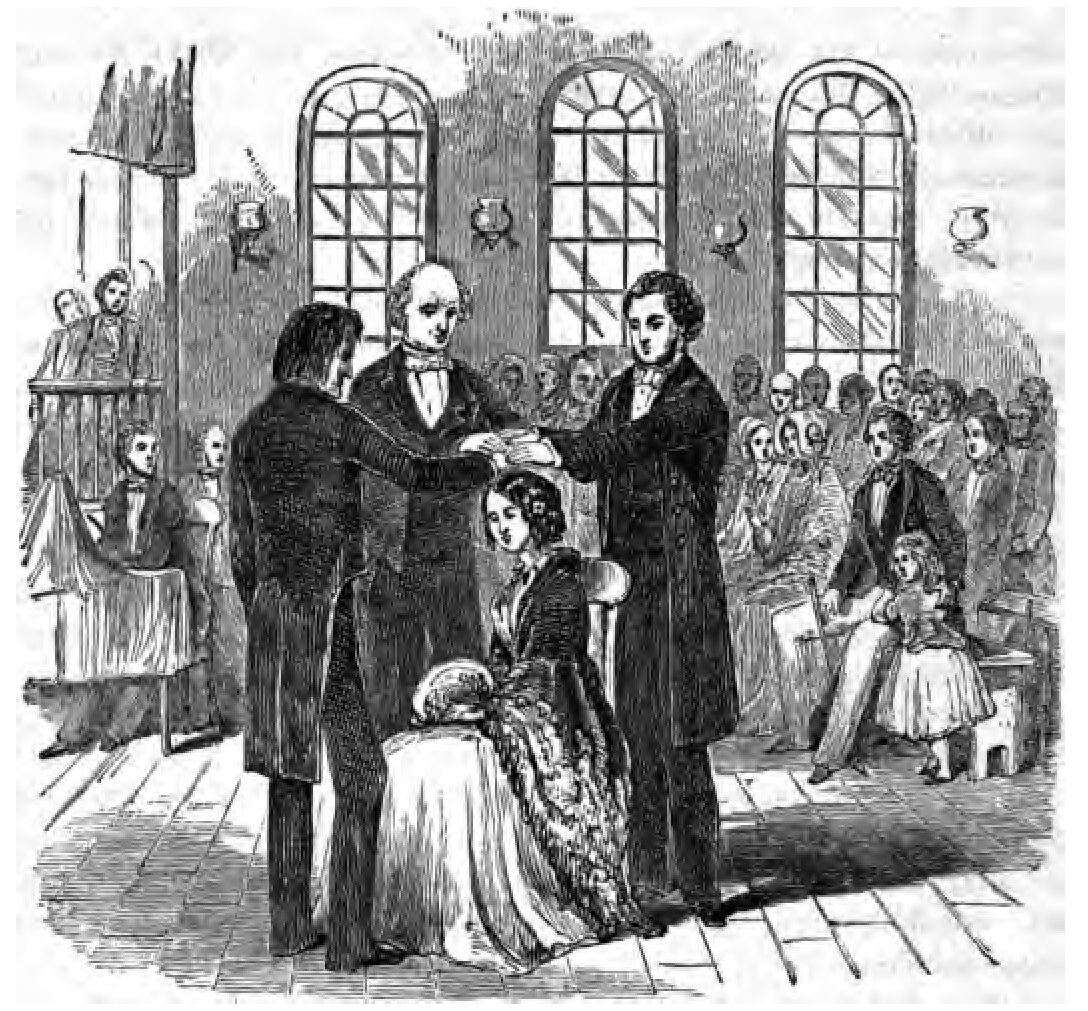
Darstellung einer LDS-Konfirmation um 1852

Den Mormonen zufolge begann eine Abweichung von den ursprünglichen Prinzipien des Christentums, die als der Große Glaubensabfall (englisch: Great Apostasy) bezeichnet wird, kurz nach der Himmelfahrt Jesu Christi und dauerte bis Joseph Smiths erster Vision im Jahr 1820. Sie war geprägt von der Korruption der christlichen Lehre durch griechische und andere Philosophien, wobei sich die Anhänger in verschiedene ideologische Gruppen aufspalteten. Mormonen behaupten, das Martyrium der Apostel habe zu einem Verlust der Autorität des LDS-Priestertums geführt, die Kirche und ihre Orden zu verwalten. Mormonen glauben, dass Gott die frühchristliche Kirche durch Joseph Smith wiederhergestellt hat. Insbesondere glauben die Mormonen, dass Engel wie Petrus, Jakobus, Johannes, Johannes der Täufer, Moses und Elija Smith u. a. erschienen sind und ihnen verschiedene Priestertumsvollmachten verliehen haben. Mormonen glauben, dass ihre Kirche aufgrund der durch Smith wiederhergestellten göttlichen Autorität die „einzig wahre und lebendige Kirche“ ist. Mormonen sehen in anderen Religionen Teile der Wahrheit, gute Werke als auch einen echten Wert.

## Geschichte
Die Geschichte der Mormonen hat sie zu einem Volk mit einem starken Sinn für Einheit und Gemeinsamkeit geformt. Von Anfang an haben Mormonen versucht, das zu etablieren, was sie Zion nennen, eine utopische Gesellschaft der Gerechten.
Die Geschichte der Mormonen lässt sich in drei große Zeitabschnitte unterteilen: (1) die frühe Geschichte zu Lebzeiten von Joseph Smith, (2) eine „Pionierzeit“ unter der Führung von Brigham Young und seinen Nachfolgern und (3) eine moderne Ära, die um die Wende zum 20. Jahrhundert begann. In der ersten Periode versuchte Smith, eine Stadt namens Zion zu errichten, in der sich die Konvertiten versammeln konnten. Während der Pionierzeit wurde Zion zu einer „Landschaft der Dörfer“ in Utah. In der Neuzeit ist Zion immer noch ein Ideal, auch wenn sich die Mormonen eher in ihren einzelnen Gemeinden als an einem zentralen geografischen Ort versammeln.

### Anfänge

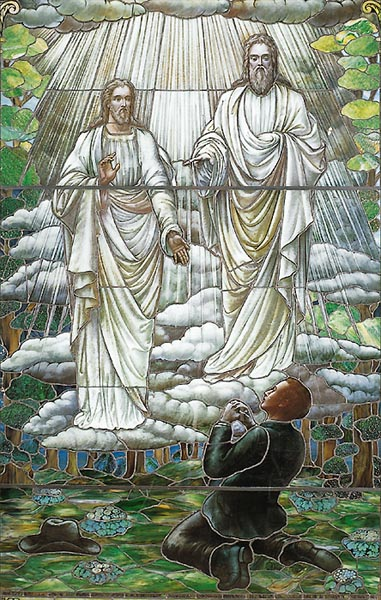
Glasdarstellung der ersten Vision von Joseph Smith, 1913, unbekannter Künstler (Museum für Kirchengeschichte in Salt Lake City)

Die Mormonenbewegung begann mit der Veröffentlichung des Buches Mormon im März 1830, von dem Smith behauptete, es sei eine Übersetzung goldener Platten, die die Religionsgeschichte einer alten amerikanischen Zivilisation enthielten, die von dem alten Propheten-Historiker Mormon zusammengestellt worden war. Smith behauptete, der Engel Moroni habe ihn zu den goldenen Platten geführt, die im Hügel Cumorah begraben waren. Am 6. April 1830 gründete Smith formell die Kirche Christi. Im Jahr 1832 fügte Smith einen Bericht über die Erste Vision hinzu, die er irgendwann in den frühen 1820er Jahren hatte, als er in Upstate New York lebte. Diese Vision wurde von einigen Mormonen als das wichtigste Ereignis in der Geschichte der Menschheit nach der Geburt, dem Dienst und der Auferstehung Jesu Christi angesehen.

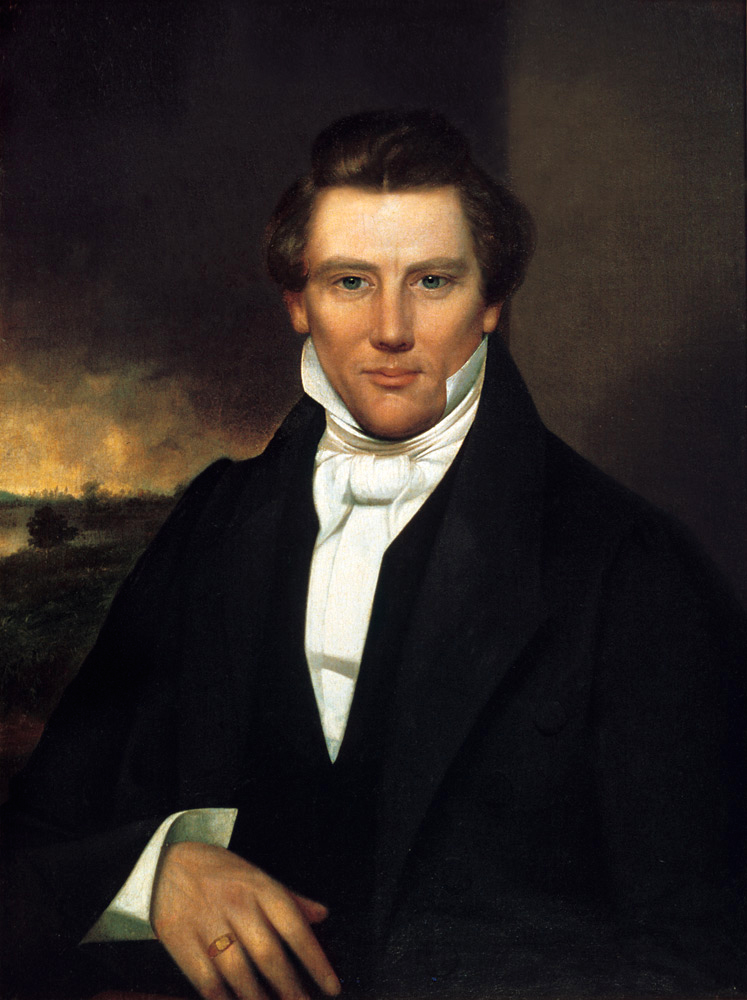
Joseph Smith, jr.

Die junge Religion wuchs schnell in Richtung Westen, als Smith Kirchenälteste als Missionare aussandte, die Glaubensansichten lehrten, die besonders in der ländlichen Bevölkerung Anklang fanden, und zudem durch die Veröffentlichung des Buches Mormon eine Verbindung zu den archäologischen Funden und Leistungen amerikanischer Indianerkulturen herstellte. Anfang des 19. Jahrhunderts waren unter den damaligen Amateur-Archäologen Theorien verbreitet, wonach eine vergangene entwickeltere Rasse – die Verlorenen Stämme Israels, die Alten Ägypter, die Antiken Griechen oder andere – den amerikanischen Kontinent besiedelt und später verlassen habe. Indem die zentrale Heilige Schrift Smiths, das Buch Mormon, an solchen Theorien anknüpfte und die amerikanische Landschaft sowie zum Teil auch deren Ureinwohner in den biblischen Heilsplan einbezog, wird die Religion der Mormonen von einigen heutigen Historikern als die amerikanischste unter allen Erweckungsbewegungen des 19. Jahrhunderts angesehen. Smiths Religion bot darüber hinaus eine klare Möglichkeit der Erlösung von Schuld für sich selbst und die eigene Familie und hatte eine strenge Struktur in Form von Bündnissen und Verordnungen, die später durch Rituale in speziellen Gotteshäusern – den Tempeln – erweitert wurden. Durch das Kirchenamt des „Propheten, Sehers und Offenbarers“ würden die Mormonen auch immer über göttliche Offenbarungen verfügen, die die Kirche leiten könnten. 1831 zog die Kirche nach Kirtland in Ohio um, wobei sie erfolgreich missionierte und Smith mit der Errichtung eines Außenpostens in Jackson County (Missouri) begann, wo er schließlich die Stadt Zions (oder das Neue Jerusalem) errichten lassen wollte.

Landkarte der östlichen Vereinigten Staaten, die die wichtigen Bewegungen der HLT in den Jahren 1830 bis 1839 zeigt.

1833 vertrieben Siedler aus Missouri, die durch den raschen Zustrom von Mormonen alarmiert worden waren, diese aus dem Jackson County in das nahegelegene Clay County (Missouri), wo sich die Einwohner ihnen gegenüber freundlicher verhielten. Danach leitete Smith eine Mission, bekannt als Zionslager, um das Land zurückzugewinnen, und er begann mit dem Bau des Kirtland-Tempels in Kirtland (Ohio) im Lake County (Ohio), wo die Kirche begann aufzublühen. Im Sommer 1835 zählte die Kirche bereits 1500 bis 2000 Mitglieder in Kirtland und im Zeitraum von 1831 bis 1838 war ihre Anzahl von ursprünglich 680 bis auf 17.881 angewachsen. Als die Missouri-Mormonen 1836 gebeten wurden, Clay County zu verlassen, sicherten sie sich Land in dem Gebiet, das später Caldwell County werden sollte. Die Kirtland-Ära endete 1838, nachdem das Scheitern einer von der Kirche gesponserten Anti-Bank, der Kirtland Safety Society (KSS), dazu führte, dass eine große Anzahl an Menschen, vor allem Mormonen, ihr Vermögen verloren und Joseph Smith am 12. Januar 1838 aus Kirtland vor der Mob-Gewalt fliehen musste und sich mit der verbliebenen Kirche in Far West, im Caldwell County in Missouri, zusammenschloss. Im Herbst 1838 eskalierten die Spannungen zwischen Mormonen und Nicht-Mormonen, so dass es zum Mormonenkrieg (englisch: Missouri Mormon War bzw. 1838 Mormon War) mit den alten Siedlern aus Missouri kam. Am 27. Oktober 1838 befahl der Gouverneur von Missouri Lilburn Boggs, dass die Mormonen „als Feinde behandelt“ und ausgerottet oder aus dem Staat vertrieben werden müssen. Zwischen November 1838 und April 1839 emigrierten etwa achttausend vertriebene Mormonen ostwärts nach Illinois ein.

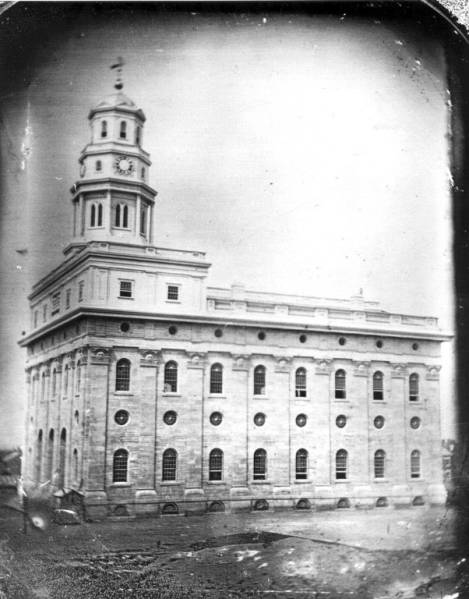
Foto des ursprünglichen Tempels (um 1847)

Am 30. April 1839 erwarben die Mormonen den kleinen Ort Commerce in Illinois, legten den Sumpf am Ufer des Mississippi trocken, begannen Häuser zu bauen, bepflanzten den Boden und benannten das Gebiet in Nauvoo um, ein Wort das aus dem hebräischen stammt und schön bzw. schöner Ort bedeutet. Am 6. April 1841 wurden in Nauvoo die Bauarbeiten am Nauvoo-Tempel mit der Ecksteinlegung aufgenommen, die am 30. April und am 1. Mai 1846 mit den offiziellen Weihegebeten durch Joseph Young (1797–1881) und Orson Hyde (1805–1878) abgeschlossen wurden. Die Stadt wurde zum neuen Hauptsitz und Versammlungsort der Kirche und sie wuchs schnell, z. T. angetrieben durch die aus Europa eingewanderten Konvertiten. In der Zwischenzeit führte Smith Tempelzeremonien ein, die ursprünglich dazu gedacht waren, um bei zusätzlichen Frauen für ausgewählte Mitarbeiter Siegelungen vorzunehmen; später wurde die Zeremonie jedoch angepasst, damit Familien für die Ewigkeit spirituell miteinander verbunden werden konnten. Während dieser Zeit führte Smith auch die Doktrinen der ewigen Progression oder Erhöhung ein und kündigte mehrere neue Übersetzungsbemühungen an, darunter das Buch Abraham und die Kinderhook-Plates. Smith gründete eine Dienstleistungsorganisation für Frauen, die Frauenhilfsvereinigung, sowie eine Organisation namens Council of Fifty, die ein zukünftiges theodemokratisches „Reich Gottes“ auf der Erde repräsentieren sollte. Smith veröffentlichte auch einen aktualisierten Bericht über seine Erste Vision, in dem er behauptete, dass ihm Vater und Sohn erschienen seien, als er etwa 14 Jahre alt war.
Im Jahr 1844 schürten Insiderberichte über Polygamie und Smiths rasch wachsende politische Macht Konflikte zwischen Mormonen und ihren Nachbarn. Smith nutzte sein politisches Amt und die mormonische Miliz, die sogenannte Nauvoo Legion, um die Druckpresse der Zeitung Nauvoo Expositor zu zerstören, die Smiths Praxis der Polygamie aufdeckte, was dazu führte, dass Smith unter Anklage des Verrats verhaftet wurde. Am 27. Juni 1844 wurden Smith und sein Bruder Hyrum, während sie auf einen Gerichtstermin warteten, in Carthage (Illinois) von einem aufgebrachten Mob getötet. Da Hyrum Smiths logischer Nachfolger war, verursachte ihr Tod eine Nachfolgekrise (englisch: Succession crisis) und Brigham Young übernahm am 8. August 1844 die Führung über die Mehrheit der Heiligen der Letzten Tage.

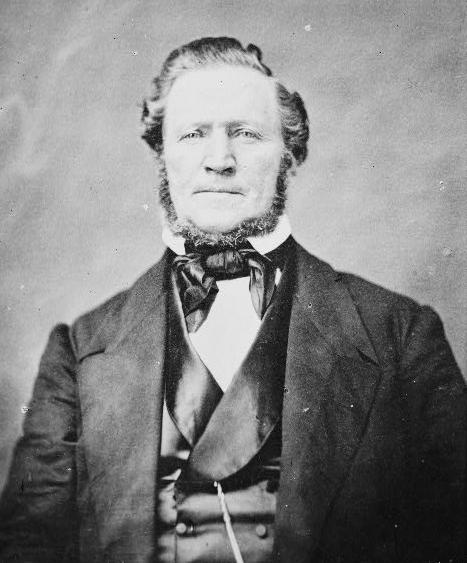
Brigham Young

Young war ein enger Mitarbeiter von Smith gewesen und war leitender Apostel des Kollegiums der Zwölf Apostel. Kleinere Gruppen von Heiligen der Letzten Tage folgten anderen Führern, um andere Glaubensgemeinschaften in der Bewegung der Heiligen der Letzten Tage zu bilden.

### Pionier-Zeit

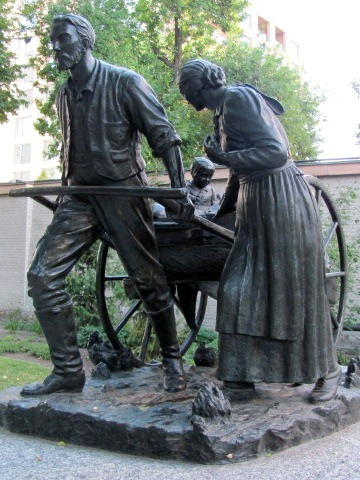
Statue zum Gedenken an die Mormonen-Handkarren-Pioniere (von Torleif S. Knaphus (1881–1965) im Temple Square in Salt Lake City).

Zwei Jahre nach Smiths Tod eskalierten die Konflikte zwischen Mormonen und anderen Bewohnern von Illinois. Um einen Krieg zu verhindern, führte Brigham Young die Mormonischen Pioniere (die die meisten Heiligen der Letzten Tage ausmachten) in ein vorübergehendes Winterquartier in Nebraska und dann schließlich (ab 1847) in das Gebiet, das zum Utah Territory wurde. Nachdem es den Mormonen nicht gelungen war, Zion innerhalb der Grenzen der amerikanischen Gesellschaft aufzubauen, begannen sie, eine Gesellschaft in Abgeschiedenheit auf der Grundlage ihrer Überzeugungen und Werte zu errichten. Die kooperative Ethik, die die Mormonen in den letzten anderthalb Jahrzehnten entwickelt hatten, wurde wichtig, als sich die Siedler verzweigten und eine große Wüstenregion kolonisierten, die heute als Mormonenkorridor bekannt ist. Kolonisierungsbemühungen wurden als religiöse Pflichten angesehen und die neuen Dörfer wurden von mormonischen Bischöfen (lokalen religiösen Laienführer) regiert. Die Mormonen betrachteten Land als Gemeingut und entwarfen und unterhielten ein kooperatives Bewässerungssystem, das es ihnen erlaubte, in der Wüste eine landwirtschaftliche Gemeinschaft aufzubauen.
Von 1849 bis 1852 weiteten die Mormonen ihre Missionsbemühungen stark aus und gründeten mehrere Missionen in Europa, Lateinamerika und im Südpazifik. Es wurde erwartet, dass sich die Konvertiten in Zion „versammeln“ würden, und während der Präsidentschaft Youngs (von 1847 bis 1877) wanderten über 70.000 Mormonenkonvertiten nach Amerika ein. Viele der Konvertiten kamen aus England und Skandinavien und wurden schnell in die mormonische Gemeinschaft assimiliert. Viele dieser Einwanderer durchquerten die Great Plains in von Ochsen gezogenen Planwagen, während einige spätere Gruppen ihre Besitztümer in kleinen Handkarren zogen. In den 1860er Jahren begannen die Neuankömmlinge die sich im Bau befindliche First Transcontinental Railroad zu benutzen.
Im Jahr 1852 machten die Kirchenführer die bis dahin geheime Praxis der Mehrehe, einer Form der Polygamie, öffentlich bekannt. Die Offenbarung zur Mehrehe hat Joseph Smith am 12. Juli 1843 niedergeschrieben. Sie wurde erstmals 1852 auf einer Generalkonferenz öffentlich bekannt gegeben. In den folgenden 50 Jahren gingen viele Mormonen (zwischen 20 und 30 Prozent der Mormonenfamilien) als religiöse Pflicht eine Mehrehe ein, wobei die Zahl der Mehrehen um 1860 einen Höhepunkt erreichte und dann im Laufe des restlichen Jahrhunderts zurückging. Vereinzelt wurde damals gelehrt, dass ein Mann mindestens drei Frauen heiraten sollte, um einen der höchsten Ränge nach der Erhöhung einzunehmen, Frauen wiederum konnten an den Segnungen der Erhöhung durch die Verbindung zu ihrem Mann teilnehmen und mit ihm auch im Jenseits Nachkommen haben. Abgesehen von den doktrinären Gründen für die Mehrehe machte diese Praxis auch wirtschaftlich Sinn, da viele der polygamen Ehefrauen alleinstehende Frauen waren, die ohne Brüder oder Väter nach Utah kamen, um ihnen gesellschaftliche Unterstützung zu bieten.

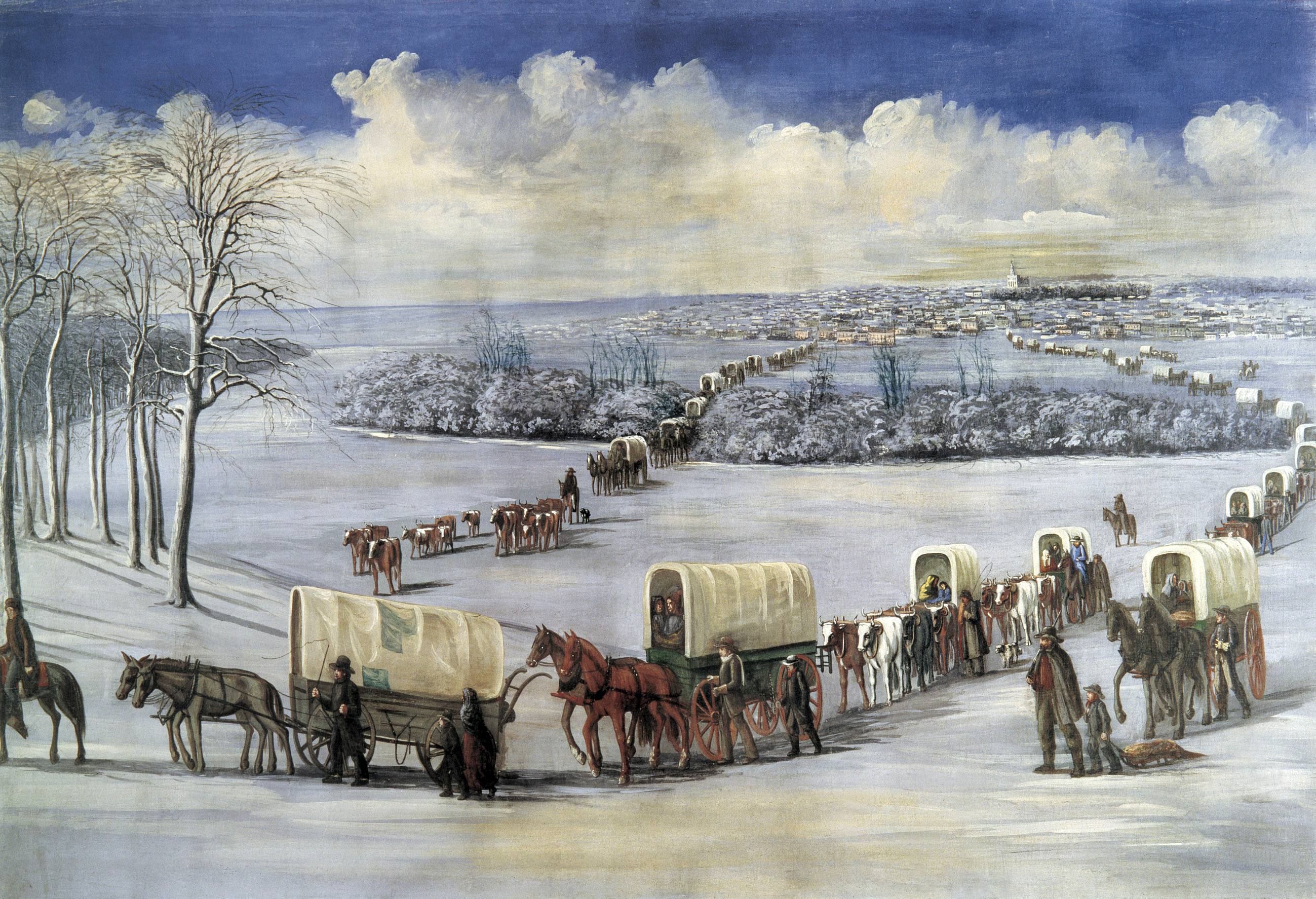
Mormonische Pioniere überqueren den Mississippi auf dem Eis.

Bis 1857 waren die Spannungen zwischen Mormonen und anderen Amerikanern erneut eskaliert, vor allem als Folge der Anschuldigungen wegen Polygamie und der theokratischen Herrschaft von Brigham Young im Utah-Territorium durch den Beisitzenden Richter William W. Drummond nach seiner Resignation am 30. März 1857. Auf Basis dieser Anklagen ernannte US-Präsident James Buchanan (der während seiner Wahlkampagne versprochen hatte er werde Brigham Young als Gouverneur entlassen, wenn er zum Präsidenten gewählt würde) Alfred Cumming aus Georgia zum Gouverneur von Utah. Er gab ihm eine Militäreskorte von 2500 Mann mit, die sich nach einem Militärbefehl vom 18. Mai 1857 durch Kriegsminister John B. Floyd auf den Weg nach Utah machte. Dies hatten die Mormonen als offene Aggression gegen sie interpretiert und aus Furcht vor einer Wiederholung der Ereignisse in Missouri und Illinois waren sie bereit, sich zu verteidigen und entschlossen – im Falle einer Invasion – ihre eigenen Häuser niederzubrennen. Der relativ friedliche Utah-Krieg dauerte von 1857 bis 1858, wobei der bemerkenswerteste Fall von Gewalt das Mountain-Meadows-Massaker vom 7. bis 11. September 1857 war, als Führer einer örtlichen Mormonenmiliz die Tötung einer zivilen Emigrantenpartei, der Baker-Fancher party (deutsch: Fancher-Zug) anordneten, die zufällig während der eskalierenden Spannungen durch Utah reiste. 1858 willigte Young schließlich ein, von seinem Amt als Gouverneur zurückzutreten, worauf er durch den Nicht-Mormonen Alfred Cumming ersetzt wurde. Dennoch übte die LDS-Kirche im Utah-Territorium immer noch eine bedeutende politische Macht aus.
Als Young 1877 starb, folgten ihm andere LDS-Kirchenpräsidenten, die sich den Bemühungen des Kongresses der Vereinigten Staaten weiterhin widersetzten, mormonisch-polygame Ehen zu verbieten. 1878 entschied der Oberste Gerichtshof der Vereinigten Staaten in der Rechtssache Reynolds [George Reynolds, 1842–1909 ] gegen die Vereinigten Staaten, dass religiöse Pflicht keine geeignete Verteidigung für die Ausübung der Polygamie sei, worauf viele mormonische Polygamisten untertauchten und der Kongress später begann, Kirchenvermögen zu beschlagnahmen. Im September 1890 gab der vierte Präsident der Kirche Jesu Christi der Heiligen der Letzten Tage Wilford Woodruff ein Manifest heraus, in dem die Praxis der Polygamie offiziell ausgesetzt wurde. Dies war das erste Mal in der Geschichte der Kirche, dass eine Offenbarung nicht selbst veröffentlicht wurde, sondern nur ein Dokument, das sich auf sie berief.
Obwohl dieses Manifest die bestehenden Mehrehen nicht auflöste, verbesserten sich die Beziehungen zu den Vereinigten Staaten nach 1890 deutlich, so dass Utah 1896 als US-Bundesstaat zugelassen wurde. Nach dem Manifest fuhren einige Mormonen fort, polygame Ehen einzugehen, was aber schließlich im Jahr 1904 aufhörte, als sich Kirchenpräsident Joseph F. Smith vor dem Kongress von der Polygamie distanzierte und ein Zweites Manifest herausgab, in dem er dazu aufrief, alle Mehrehen in der Kirche zu beenden. Schließlich verabschiedete die Kirche eine Politik der Exkommunikation von Mitgliedern, die die Polygamie praktizieren und versucht heute aktiv, sich von „fundamentalistischen“ Gruppen zu distanzieren, die diese Praxis fortsetzen.

### Neuere Zeit

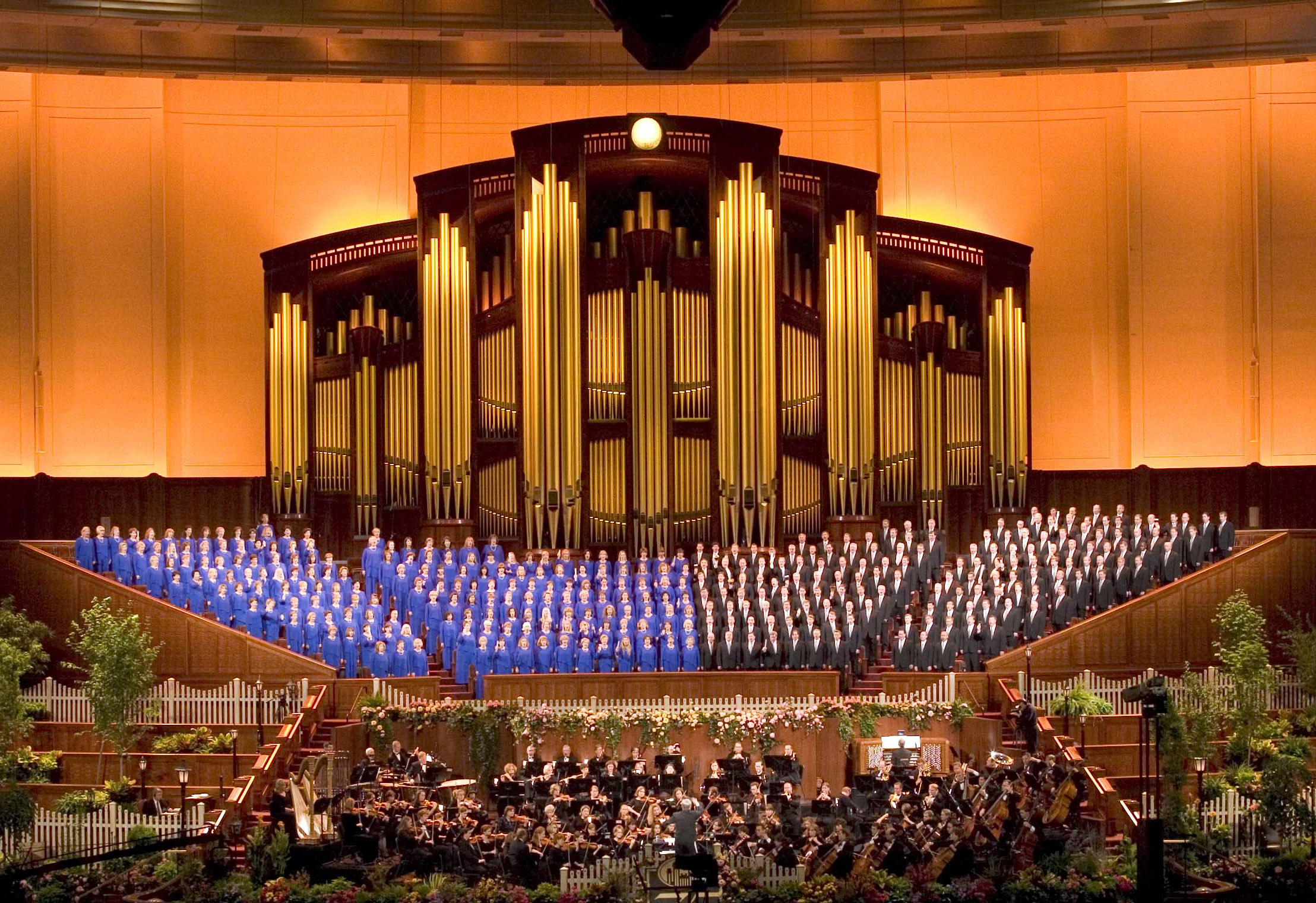
Der 360-köpfige mormonische Tabernacle-Choir

Zu Beginn des 20. Jahrhunderts begannen die Mormonen, sich wieder in den amerikanischen Mainstream zu integrieren. 1929 begann der Mormon Tabernacle Choir in Salt Lake City, eine wöchentliche Aufführung im nationalen Radio auszustrahlen, was sich als eine Bereicherung für die Öffentlichkeitsarbeit herausstellte. Das wöchentliche Andachtsprogramm des Chores mit dem Namen Music & the Spoken Word, ist eines der am längsten ausgestrahlten Radioprogramme der Welt und wird seit dem 15. Juli 1929 ausgestrahlt. Die Mormonen legten Wert auf den Patriotismus und die Industrie und stiegen dabei im sozioökonomischen Sinne von der untersten Ebene der amerikanischen Religionsgemeinschaften zur Mittelschicht auf.

“With the consistent encouragement of church leaders, Mormons became models of patriotic, law-abiding citizenship, sometimes seeming to “out-American” all other Americans. Their participation in the full spectrum of national, social, political, economic, and cultural life has been thorough and sincere”

„Mit der konsequenten Ermutigung von Kirchenführern wurden Mormonen zu Vorbildern einer patriotischen, gesetzestreuen Staatsbürgerschaft, die manchmal alle anderen Amerikaner „außeramerikanisch“ erscheinen ließ. Ihre Teilnahme am gesamten Spektrum des nationalen, sozialen, politischen, wirtschaftlichen und kulturellen Lebens war gründlich und aufrichtig.“

In den 1920er und 1930er Jahren begannen Mormonen aus Utah auszuwandern, ein Trend, der durch die Weltwirtschaftskrise beschleunigt wurde, da die Mormonen nach Arbeit suchten, wo immer sie diese finden konnten. Als sich die Mormonen ausbreiteten, schufen Kirchenführer Programme, die dazu beitragen sollten, das enge Gemeinschaftsgefühl der mormonischen Kultur zu erhalten. Zusätzlich zu den wöchentlichen Gottesdiensten begannen Mormonen, an zahlreichen Programmen teilzunehmen, wie Pfadfinder (englisch: Boy Scouts), einer Organisation für Junge Damen (als Teenager, englisch: Young Women (organization)), von der Kirche gesponserten Tänzen, Basketball auf Gemeindeebene, Campingausflügen, Theateraufführungen und religiösen Bildungsprogrammen für Jugendliche und Studenten. Während der Weltwirtschaftskrise initiierte die Kirche ein Wohlfahrtsprogramm, um den Bedürfnissen armer Mitglieder gerecht zu werden, das inzwischen auch einen humanitären Zweig umfasst, der Katastrophenopfern Hilfe leistet.
In der späteren Hälfte des 20. Jahrhunderts gab es im Mormonentum eine Rückzugsbewegung, in der die Mormonen konservativer wurden und versuchten, ihren Status als „eigentümliches Volk“ zurückzugewinnen. Obwohl die 1960er und 1970er Jahre Veränderungen wie die Frauenbewegung und die Bürgerrechtsbewegung mit sich brachten, waren die Mormonenführer über die Aushöhlung traditioneller Werte, die Sexuelle Revolution, den weit verbreiteten Gebrauch von Freizeitdrogen, den moralischen Relativismus und andere Kräfte, die sie als schädlich für die Familie ansahen, alarmiert. Um dem zum Teil entgegenzuwirken, legten Mormonen einen noch größeren Schwerpunkt auf Familienleben, religiöse Erziehung und Missionsarbeit und wurden dabei konservativer. Infolgedessen sind Mormonen heute wahrscheinlich weniger in die Mainstream-Gesellschaft integriert als in den frühen 1960er Jahren.
Obwohl Schwarze bereits seit der Zeit Joseph Smiths Mitglieder von Mormonengemeinden sind, war die Anzahl an Schwarzen im Mormonentum vor 1978 gering. Von 1852 bis 1978 setzte die LDS-Kirche eine Politik durch, die es Männern schwarzafrikanischer Abstammung untersagte, zum Laienpriestertum der Kirche ordiniert zu werden. Die Kirche wurde für ihre Politik während der Bürgerrechtsbewegung scharf kritisiert, aber die Politik blieb bis zu einer Kehrtwende im Jahr 1978 in Kraft, die zum Teil durch Fragen zu gemischt-rassischen Konvertiten in Brasilien ausgelöst wurde. Im Allgemeinen begrüßten die Mormonen den Wechsel mit Freude und Erleichterung. Seit 1978 hat die Anzahl an Mitgliedschaften unter Schwarzen zugenommen und 1997 hatte die Kirche etwa 500.000 schwarze Mitglieder (was etwa 5 % der Gesamtmitgliederzahl ausmacht), vor allem in Afrika, Brasilien und der Karibik. Insbesondere auf dem afrikanischen Kontinent ist seither die Mitgliederzahl stark angestiegen. Derzeit sind 6 Tempel in Afrika in Betrieb, weitere 19 Tempel sind für Afrika angekündigt oder befinden sich im Bau bzw. in Renovierung. Einige schwarze Mormonen sind Mitglieder der Genesis Group, einer Organisation schwarzer Mitglieder, die ursprünglich sieben Jahre vor der Aufhebung des Priestertumsverbots entstanden ist und von der Kirche unterstützt wird.

Weltweite Verteilung der Mitglieder der LDS-Kirche im Jahr 2009

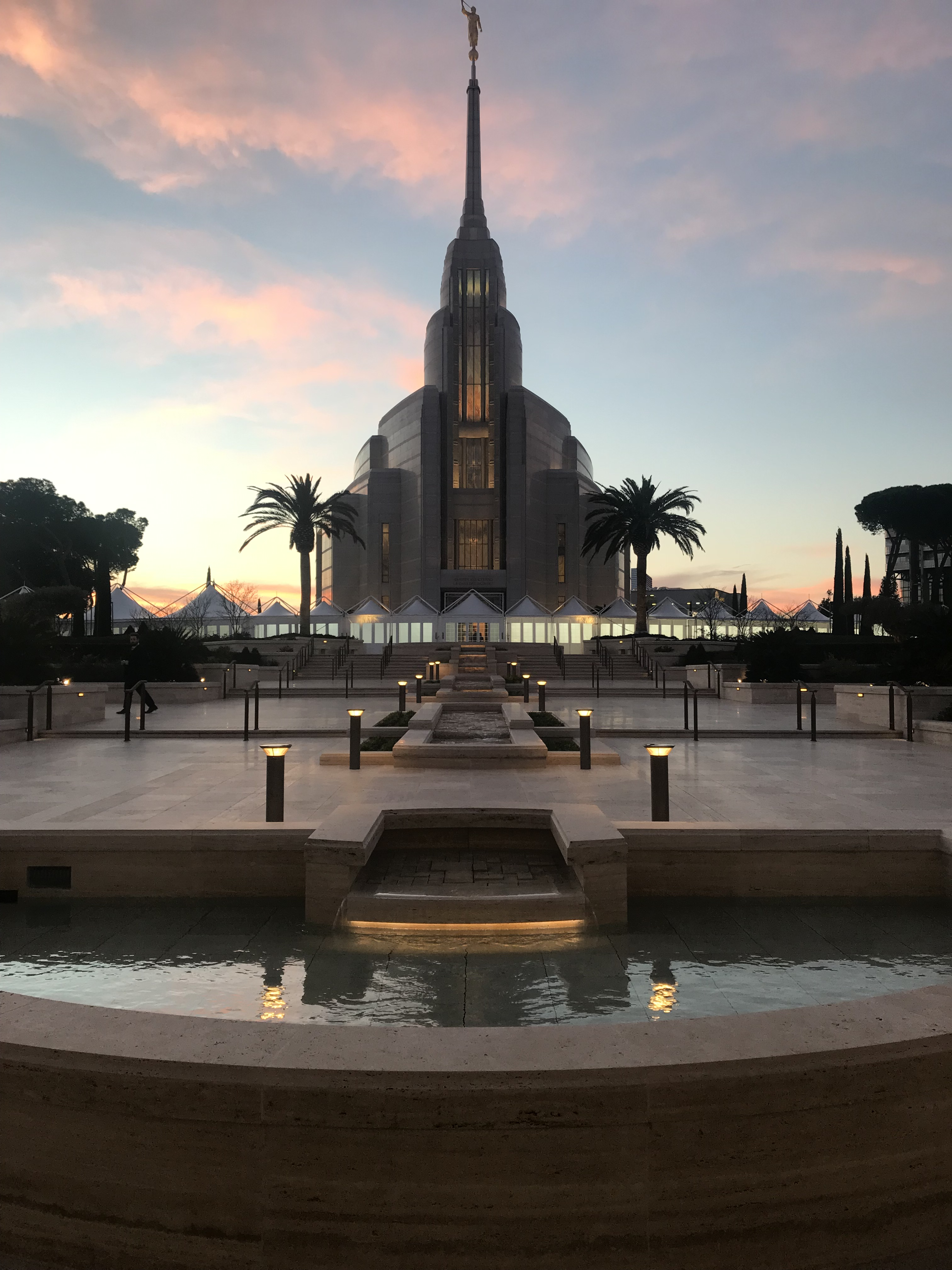
Rom-Tempel beim Sonnenuntergang

Die LDS-Kirche wuchs rasch nach dem Zweiten Weltkrieg und wurde zu einer weltweiten Organisation, da mormonische Missionare in die ganze Welt gesandt wurden. Alle 15 bis 20 Jahre verdoppelte sich die Größe der Kirche, und 1996 gab es mehr Mormonen außerhalb als innerhalb der Vereinigten Staaten. Im Jahr 2012 gab es schätzungsweise 14,8 Millionen Mormonen, wobei etwa 57 Prozent außerhalb der Vereinigten Staaten leben. Es wird geschätzt, dass etwa 4,5 Millionen Mormonen – etwa 30 % der Gesamtmitglieder – regelmäßig Gottesdienste besuchen. Die Mehrheit der US-Mormonen besteht aus Weißen und Nicht-Hispanics (84 Prozent). Die meisten Mormonen sind in Nord- und Südamerika, im Südpazifik und in Westeuropa verbreitet. Die weltweite Verbreitung der Mormonen ähnelt einem Kontaktdiffusionsmodell, das vom Hauptsitz der Organisation in Utah ausstrahlt. Die Kirche setzt eine allgemeine Einheitlichkeit der Lehre durch und Gemeinden auf allen Kontinenten lehren die gleichen Lehren. Internationale Mormonen neigen dazu, einen großen Teil der mormonischen Kultur aufzunehmen, möglicherweise aufgrund der Hierarchie von oben nach unten und der missionarischen Präsenz der Kirche. Sie bringen jedoch oft Teile ihres eigenen Erbes in die Kirche ein und passen die kirchlichen Praktiken an die örtlichen Kulturen an. Am 31. Dezember 2023 hatte die LDS-Kirche nach eigenen Angaben weltweit 17.255.394 Mitglieder. Chile, Uruguay und mehrere Gebiete im Südpazifik haben einen höheren Mormonenanteil als die Vereinigten Staaten (der bei etwa 2 % liegt). Zu den südpazifischen Ländern und Schutzgebieten, die zu mehr als 10 Prozent mormonisch sind, gehören Amerikanisch-Samoa, die Cookinseln, Kiribati, Niue, Samoa und Tonga.
| Nord-Amerika       | 9.637.503 |
| Süd-Amerika        | 4.320.129 |
| Europa             | 507.748   |
| Asien              | 1.298.181 |
| Ozeanien (Pazifik) | 599.065   |
| Afrika             | 849.568   |

## Gruppen innerhalb des Mormonismus
Die nachstehenden Kategorien schließen sich nicht unbedingt gegenseitig aus.

### Heilige der letzten Tage
Mitglieder dieser Kirche, die auch als Latter-day Saints bekannt sind, machen über 98 % der Mormonen aus. Die Überzeugungen und Praktiken der LDS-Mormonen orientieren sich im Allgemeinen an den Lehren der Generalautorität der LDS-Kirche. Mehrere kleinere Gruppen unterscheiden sich jedoch in verschiedener Hinsicht wesentlich vom „Mainstream“-Mormonismus.
Mitglieder der LDS-Kirche, die sich nicht aktiv an Gottesdiensten oder kirchlichen Berufungen beteiligen, werden oft als „weniger tätig“ (englisch: less-active oder inactive) bezeichnet, ähnlich den qualifizierenden Ausdrücken „nicht aufmerksam“ oder „nicht ausübend“ (englisch: non-observant oder non-practicing), die in Bezug auf Mitglieder anderer religiöser Gruppen verwendet werden. Die LDS-Kirche veröffentlicht keine Statistiken über kirchliche Aktivitäten, aber es wird angenommen, dass etwa 40 Prozent der Mormonen in den Vereinigten Staaten und 30 Prozent weltweit regelmäßig Gottesdienste besuchen. Zu den Gründen für Inaktivität können die Ablehnung der grundlegenden Überzeugungen und/oder der Geschichte der Kirche, Unvereinbarkeiten des Lebensstils mit der Lehre und Probleme bei der sozialen Integration gehören. Die Aktivitätsraten schwanken tendenziell mit dem Alter und der Rückzug erfolgt am häufigsten zwischen 16 und 25 Jahren. Im Jahr 1998 berichtete die Kirche, dass eine Mehrheit der weniger aktiven Mitglieder im späteren Leben wieder in die kirchliche Tätigkeit zurückkehrte. Ab 2017 verlor die LDS-Kirche Mitglieder der Millennials, ein Phänomen, das nicht nur in der LDS-Kirche auftrat. Ehemalige Heilige der Letzten Tage, die versuchen, sich von der Religion zu distanzieren, werden oft als „Ex“- bzw. „Post“-Mormonen bezeichnet.

### Fundamentalistische Mormonen
Mitglieder von Glaubensgemeinschaften, die in der Frage der Polygamie mit der LDS-Kirche brachen, wurden als „mormonische Fundamentalisten“ bekannt. Diese Gruppen unterscheiden sich vom mormonischen Mainstream vor allem durch ihren Glauben und ihre Praxis der Mehrehe. Man geht davon aus, dass es zwischen 20.000 und 60.000, nach manchen Schätzungen bis zu 100.000 Mitglieder fundamentalistischer Glaubensgemeinschaften gibt (was etwa 0,1 bis 0,4 % der Mormonen ausmacht), von denen etwa die Hälfte Polygamie praktiziert. Es existieren eine Reihe fundamentalistischer Glaubensgemeinschaften, von denen die beiden größten die Fundamentalistische Kirche Jesu Christi der Heiligen der Letzten Tage (FLDS-Kirche) und die Apostolic United Brethren (AUB) sind. Von den Mitgliedern der FLDS-Kirche sollen etwa 30.000 Polygamie praktizieren. Neben der Mehrehe praktizieren einige dieser Gruppen mormonischen Quellen zufolge auch eine Form des „christlichen Kommunalismus“ in Anlehnung an die Gütergemeinschaft der Jerusalemer Urgemeinde, das als das „Gesetz der Weihe“ oder die Vereinigte Ordnung bekannt ist. Innerhalb dieser Gruppen kommt es jedoch immer wieder zu Fällen von Zwangsverheiratungen und zu sexuellen Übergriffen auf Minderjährige. John Howard Pyle, der damalige Gouverneur von Arizona, ging aus diesem Grund 1953 in einer großen Razzia, der Short Creek Raid, gegen die FLDS vor und verhaftete 122 Polygamisten, die in den folgenden Jahren jedoch meist wieder freigelassen wurden. 263 Kinder wurden unter Amtsvormundschaft gestellt und auf Pflegefamilien verteilt. David Kingston, hochrangiges Mitglied einer anderen Polygamistengruppe, die eine abgelegene Farm als „Umerziehungslager“ für minderjährige Mädchen eingerichtet hatte, wurde zu zehn Jahren Haft wegen Inzests und sexuellen Missbrauchs verurteilt, nachdem eines der gefangenen Mädchen 1998 entkommen konnte. Seine Polygamistengruppe, der Kingston-Clan, musste außerdem mehrere hohe Geldstrafen wegen Subventions- und Sozialhilfebetrugs bezahlen. Das Southern Poverty Law Center rechnet den Clan zu den Hassgruppen. Andere polygame Mormonen wanderten bereits 1886 nach Mexiko aus. Zu ihr gehörte auch der Ururgroßvater des republikanischen Präsidentschaftskandidaten von 2012, Mitt Romney. 1902 stieß Alma Dayer LeBaron Sr., der Gründer des LeBaron-Clans, zu ihnen, 1944 wurden er und seine fünf Söhne von der LDS-Hauptkirche wegen Polygamie exkommuniziert. Drei von ihnen beanspruchten später den Titel des „Einen Mächtigen und Starken“ (One Mighty and Strong), der die durch Polygamie wiederhergestellte Mormonenkirche führen könne, wie Joseph Smith in Abschnitt 85 der Lehre und Bündnisse offenbart wurde. Einer der drei, Ben, wurde in das Utah State Mental Hospital eingewiesen. Ein anderer Sohn, Ervil LeBaron, gab zahlreiche Morde an anderen Fundamentalisten in Auftrag und erwarb den Spitznamen Mormon Manson. Er wurde wegen Mordes verurteilt und starb 1981 in Utah im Gefängnis. Mehrere seiner 54 Kinder verbüßen ebenfalls Haftstrafen wegen Morden, die von ihrem Vater in Auftrag gegeben wurden.
Die LDS-Kirche distanziert sich von all diesen polygamen Gruppen, indem sie Personen exkommuniziert, wenn bekannt wird, dass sie die Mehrehe praktizieren oder lehren. Bereits 1998 war es so, dass eine Mehrheit der mormonischen Fundamentalisten nie Mitglieder der LDS-Kirche waren.

### Liberale Mormonen
Liberale Mormonen, die auch als progressive Mormonen bekannt sind, haben einen interpretativen Ansatz zu den Lehren und Schriften der LDS. Sie suchen in den Schriften nach spiritueller Führung, glauben aber nicht unbedingt, dass die Lehren buchstäblich oder in einzigartiger Weise wahr sind. Für die liberalen Mormonen ist die Offenbarung ein Prozess, durch den Gott die fehlbaren Menschen allmählich zu einem größeren Verständnis bringt. Eine Person aus dieser Gruppe wird manchmal fälschlicherweise von anderen innerhalb der Mainstream-Kirche als ein „Jack Mormon“ angesehen; häufiger wird dieser Begriff jedoch verwendet, um eine andere Gruppe mit unterschiedlichen Motiven zu beschreiben, die das Evangelium auf nicht-traditionelle Weise leben wollen. Liberale Mormonen stellen gutes Handeln und liebevolle Mitmenschen über die Bedeutung des richtigen Glaubens. In einem gesonderten Kontext haben auch Mitglieder kleinerer progressiver abtrünniger Gruppen diese Eigenschaft übernommen.

### Kulturelle Mormonen
Kulturelle Mormonen sind Personen, die vielleicht nicht an bestimmte Lehren oder Praktiken der institutionellen LDS-Kirche glauben, sich aber dennoch als Mitglieder der mormonischen ethnischen Identität identifizieren. In der Regel ist dies darauf zurückzuführen, dass man im LDS-Glauben aufgewachsen ist oder sich bekehren ließ und einen großen Teil seines Lebens als aktives Mitglied der LDS-Kirche verbracht hat. Kulturelle Mormonen können aktiv an der LDS-Kirche beteiligt sein oder auch nicht. In einigen Fällen sind sie möglicherweise keine Mitglieder der LDS-Kirche.

### Konfessionen und Gruppierungen

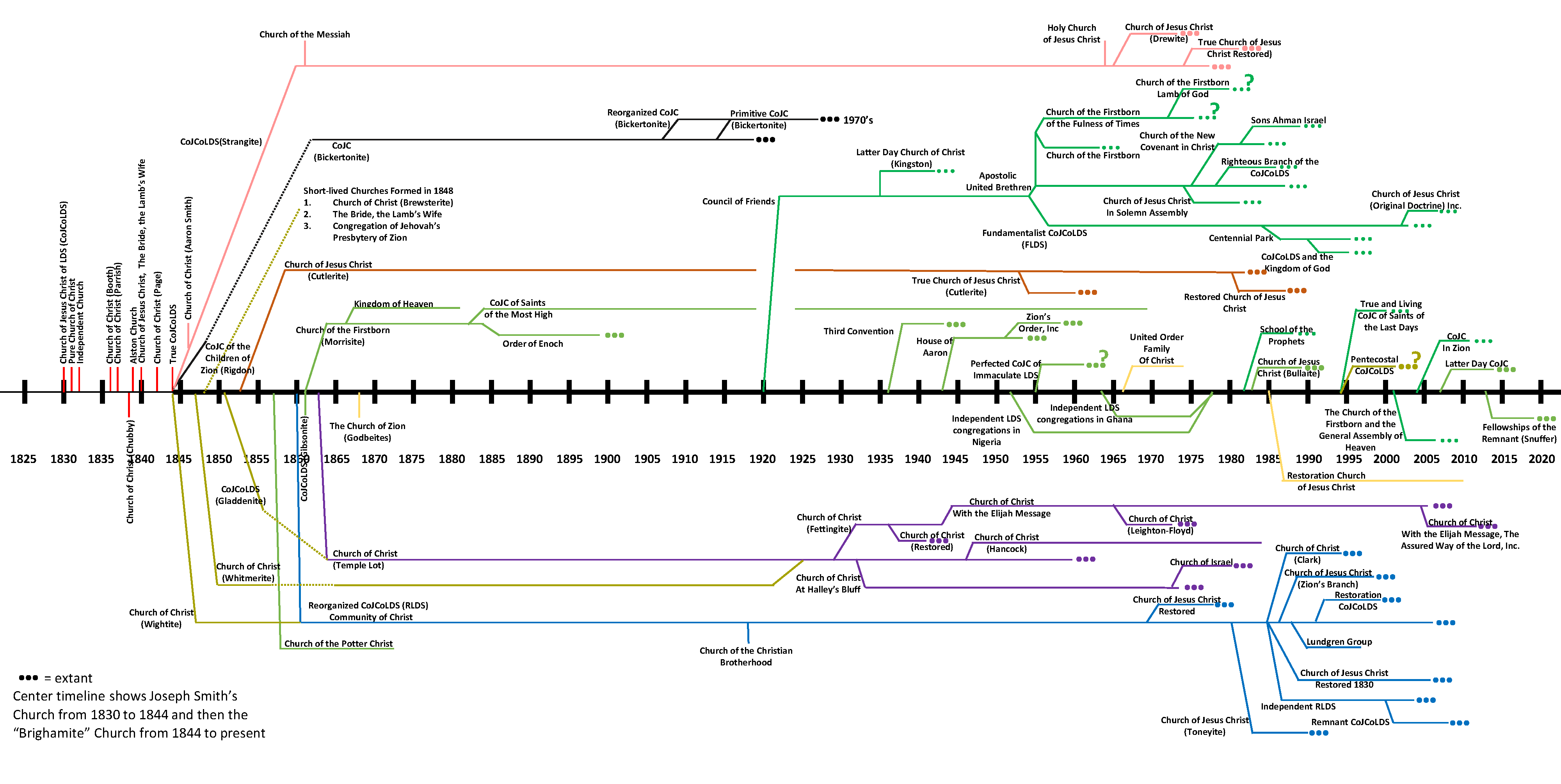
Eine englische Zeitleiste, die die vielen Abspaltungen und Kirchengründungen innerhalb des Mormonentums darstellt.

Abspaltungen gab es im Mormonentum schon früh. Die Reine Kirche Christi war die erste Abspaltung.
Es gibt heute rund 70 mormonische Glaubensgemeinschaften, die in die folgenden Hauptströmungen geordnet werden können:
- „Rocky-Mountain-Mormonen“ – Zogen nach Utah, erkennen Brigham Young als legitimen Propheten an:
  - Die Kirche Jesu Christi der Heiligen der Letzten Tage, die größte Gemeinschaft mit Sitz in Salt Lake City, Utah (lehnt seit 1890 die Polygamie ab, betrachtet deren temporäre Ausübung vor diesem Jahr als legitim[153])
  - viele weitere, meist sehr kleine Gemeinschaften, die fast alle nach 1890 entstanden und die Polygamie in größerem oder geringerem Ausmaß bis heute fortführen. Die meisten pflegen eine an die Gütergemeinschaft der Jerusalemer Urgemeinde angelehnte Gütergemeinschaft. Zum Beispiel: Apostolic United Brethren, Fundamentalistische Kirche Jesu Christi der Heiligen der Letzten Tage, Kirche Christi der letzten Tage, True and Living Church of Jesus Christ of Saints of the Last Days, Centennial Park Group. Daneben gibt es auch individuelle Fundamentalisten, die keiner organisierten Kirche angehören.
- „Prärie-Mormonen“ – Blieben im Mittleren Westen, erkennen Brigham Young nicht als legitimen Propheten an:
  - Die Gemeinschaft Christi (zweitgrößte Kirche der Konfessionsgruppe, ehemals „Reorganisierte Kirche Jesu Christi der Heiligen der Letzten Tage“, antipolygamistisch, heute recht liberal)[154]
  - viele weitere, kleinere Gemeinschaften, die teilweise auch Joseph Smith, jr. selbst als gefallenen Propheten betrachten und nur das Buch Mormon und eine größere oder kleinere Zahl von Lehren seiner frühen Jahre akzeptieren, teilweise ergänzt um ihre jeweils eigene Prophetie. Die meisten erkennen die Polygamie weder für heute noch historisch als legitim an. Manche von ihnen entstanden schon kurz nach Smiths Tod, andere erst im 20. Jahrhundert durch Spaltungen. Darunter fallen die Kirche Christi (Temple Lot), die Kirche Christi mit der Elias-Botschaft (drittgrößte Kirche der Konfessionsgruppe, erkennt von Smith überhaupt nur das Buch Mormon an), die Kirche Jesu Christi (Cutleriten), die Kirche Christi (Fettingiten), die Wiederhergestellte Kirche Christi, die Restliche Kirche Jesu Christi der Heiligen der Letzten Tage und die Kirche Jesu Christi (Bickertoniten) (viertgrößte Kirche der Konfessionsgruppe). Hierher gehört mit Einschränkungen auch die Kirche Jesu Christi der Heiligen der Letzten Tage (Strangiten), die Brigham Young ebenfalls ablehnt, aber alle Lehren Smiths anerkennt und die Polygamie grundsätzlich befürwortet, auch wenn sie bereits seit 1856 nicht mehr ausgeübt wird.